# 97

## Події
- Консули Риму: Нерва та Луцій Вергіній Руф. Публій Корнелій Тацит — консул-суффект.
- Освячено Форум Нерви у Римі

## Померли
- Климент I — четвертий папа римський, апостол з сімдесяти.
- Луцій Вергіній Руф — державний та військовий діяч Римської імперії.
- Маній Ацилій Авіола — державний діяч Римської імперії.

Тимофій Єфеський, учень і співпрацівник апостола Павла, єпископ Єфесу